# Tilia mandshurica
Espèce
Statut de conservation UICN

 LC  : Préoccupation mineure
Tilia mandshurica, est une espèce de Tilleul appartenant à la famille des Malvaceae. 

## Liste des variétés
Selon Tropicos (23 juin 2022) (Attention liste brute contenant possiblement des synonymes) :
- Tilia mandshurica var. mandshurica
- Tilia mandshurica var. megaphylla (Nakai) Liou & Li
- Tilia mandshurica var. ovalis (Nakai) Liou & Li
- Tilia mandshurica var. tuberculata Liou & Li